# Stegopoma bathyale
Stegopoma bathyale is een hydroïdpoliep uit de familie Tiarannidae. De poliep komt uit het geslacht Stegopoma. Stegopoma bathyale werd in 1966 voor het eerst wetenschappelijk beschreven door Vervoort. 